# 许克敏
许克敏（1937年12月—），浙江宁波人，中华人民共和国政治人物，中国致公党党员、中央常委，曾任云南大学副校长、云南省政协副主席。